# Don King
Donald "Don" King, född 20 augusti 1931 i Cleveland, Ohio, är en amerikansk boxningspromotor. King är känd för sin karakteristiska frisyr och sina många guldkedjor.

## Biografi
King hamnade i rampljuset då han arrangerade The Rumble in the Jungle, en boxningsmatch mellan  Muhammad Ali och George Foreman i Zaire. Han arrangerade även Thrilla in Manila mellan Ali och Joe Frazier året efter.
Bortsett från Ali, Frazier och Foreman, har King också varit promotor för boxare som Evander Holyfield, Félix Trinidad, Mike Tyson, Larry Holmes, Carlos De Leon, Wilfredo Benitez, Wilfredo Gomez, Roberto Duran, Julio Cesar Chavez, Juan Laporte, Edwin Rosario, Salvador Sánchez, John Ruiz, Hector Camacho, Christy Martin, Aaron Pryor, Alexis Arguello, Oscar de la Hoya och många andra.